# Zoogoneticus quitzeoensis
Zoogoneticus quitzeoensis is een straalvinnige vissensoort uit de familie van de levendbarende tandkarpers (Goodeidae). De wetenschappelijke naam van de soort is voor het eerst geldig gepubliceerd in 1898 door Bean.

## uiterlijk
Een hooggebouwde vis met een maximale lengte van 6 cm. De kleur is lichtbruin met grote donkere vlekken op de achterkant van het lichaam. De buikzijde is licht van kleur en bij de staartwortel bevindt zich een donkere band. Tijdens de paartijd zijn de mannetjes donkerder van kleur en verdwijnt het vlekkenpatroon. Het lichaam van de mannetjes heeft dan een groen/blauwe glans en een aantal schubben is iriserend. De mannetjes hebben een gekleurde rand aan de anaal- en rugvin. Bij de vissen uit La Luz is deze intensief rood van kleur. Bij de vissen van andere locaties zijn de randen van deze vinnen oranje.

## verspreiding
Deze soort komt voor in het lagere deel van het Río Lerma stroomgebied, de bovenstroom van het Armeria, Santiago en Lerma stroomgebied en het Chapala
meer. 